# Liste der Wiener Gemeindebauten/Penzing
Diese Liste zählt die Gemeindebauten im 14. Wiener Gemeindebezirk Penzing auf.
Es werden nur solche Objekte angeführt, die seit Beginn des sozialen Wohnbaus errichtet wurden. Ältere Häuser, die im Besitz der Stadt Wien sind und in denen ebenfalls Gemeindewohnungen vergeben werden, fehlen daher.
Eine Übersicht über die Siedlungen der 1920er, die aus der von der Stadt Wien unterstützten Siedlerbewegung hervorgegangen sind, gibt es unter Liste der Wiener Wohnsiedlungen der Ersten Republik.

## Bauten
| Name / ID                                              | Foto |                 | Adresse                              | Baujahr   | Architekt(en)                                                                                | Kunstobjekte | Wohnungen | Anmerkungen |
| ------------------------------------------------------ | ---- | --------------- | ------------------------------------ | --------- | -------------------------------------------------------------------------------------------- | --- | --------- | --- |
| 1033                                                   | 1    | Datei hochladen | Amortgasse 1-17 Standort             | 1954–1956 | Wilfried Poszpisily, Walter Muchar                                                           | Mosaikwandbild „Zeiserlwagen“ von Johanna Schidlo-Riedl, Hauszeichen in Form keramischer Reliefs („Vögel“, „Fischreiher“, „Brandenten“, „Tiere“) von Emil Weiser, Eva Mazzucco, Josef Seebacher und Heribert Rath | 227       | Identadresse Goldschlagstraße 149, Linzer Straße 58 |
| 1052                                                   | 1    | Datei hochladen | Anzbachgasse 31 Standort             | 1967–1969 | Maria Tölzer, Peter Tölzer                                                                   | Betonwand mit Mosaik „Organische Struktur“ von Heinrich Tahedl, unmittelbar davor die Hartsteinzeugplastik „Bewegungsrhythmus“ von Kurt Ohnsorg | 221       | Identadresse Mondweg 32, Mondweg 31 |
| 1029                                                   | 1    | Datei hochladen | Baumgartenstraße 25-33 Standort      | 1952–1953 | Edith Lessel                                                                                 | | 48        | |
| 1049                                                   | 1    | Datei hochladen | Breitenseer Straße 68-74 Standort    | 1957–1959 | Hermann Aichinger, Heinrich Benedikt                                                         | Freistehende Betonwand „Lebensrhythmus“ von Eduard Robitschko | 94        | |
| 1018 HERIS-ID: 32257 Objekt-ID: 29330                  | 1    | Datei hochladen | Breitenseer Straße 106-108 Standort  | 1931–1932 | Hugo Gorge                                                                                   | | 147       | Denkmalschutz Identadresse Rudolf-Pöch-Gasse 1-3, Burgersteingasse 2 |
| 1022 HERIS-ID: 32257 Objekt-ID: 29330                  | 1    | Datei hochladen | Breitenseer Straße 110-112 Standort  | 1930–1931 | Hugo Mayer                                                                                   | | 429       | Denkmalschutz Identadresse Rudolf-Pöch-Gasse 5-7, Burgersteingasse 1, Altebergenstraße 4 |
| 1003 HERIS-ID: 28954 Objekt-ID: 25566                  | 1    | Datei hochladen | Cervantesgasse 3 Standort            | 1928      | Clemens Kattner                                                                              | | 25        | Denkmalschutz |
| 999 HERIS-ID: 28952 Objekt-ID: 25564                   | 1    | Datei hochladen | Cervantesgasse 9 Standort            | 1928–1929 | Eugen Rudolf Heger                                                                           | | 12        | Denkmalschutz |
| 1040                                                   | 1    | Datei hochladen | Cumberlandstraße 20 Standort         | 1956–1957 | Otto Nadel                                                                                   | Zwei Mosaiksupraporten („Sonne“ sowie „Mond und Sterne“) von Konrad Calo über den Hofdurchgängen | 23        | |
| Rudolf-Edlinger-Hof 1042                               | 1    | Datei hochladen | Deutschordenstraße 7-25 Standort     | 1953–1955 | Georg Lippert, Fritz Purr, Ulrike Manhardt, Erich Lamprecht                                  | Mosaikwandbilder „Pfauenpaar“ von Stephan Praschl und „Baum mit Tieren“ von Hans Staudacher | 140       | Identadresse Hanakgasse 19-21, Keißlergasse 2-4 2025 nach Rudolf Edlinger benannt. |
| 1032                                                   | 1    | Datei hochladen | Deutschordenstraße 27-35 Standort    | 1953–1955 | Georg Lippert, Fritz Purr, Ulrike Manhardt, Erich Lamprecht                                  | Ein altes Grenzkreuz zwischen Hütteldorf und Baumgarten an der Ecke zur Linzer Straße, das 1957 erneuert wurde und Mosaikbilder von Luka Bojin erhielt | 139       | Identadresse Linzer Straße 329-333, Hanakgasse 14-16 |
| 1017                                                   | 1    | Datei hochladen | Dreyhausenstraße 28-30 Standort      | 1942      | Rudolf Felsenstein                                                                           | Figurenfries über der Einfahrt: eine Frau mit Kind und drei Männer unterschiedlichen Alters, die einen Baum pflanzen | 25        | |
| 1043                                                   | 1    | Datei hochladen | Dreyhausenstraße 46 Standort         | 1955–1957 | Anton Brenner                                                                                | Mosaikbild „Mutter und Kind“ von Leopold Bistinger | 27        | Identadresse Prochstraße 12 |
| 1009                                                   | 1    | Datei hochladen | Fenzlgasse 31 Standort               | 1957–1959 | Leonhard Schöppler                                                                           | Türrahmungsmosaik „Ornament“ von Gertrude Pesendorfer zur Fenzlgasse, Emailmalerei „Hausfriede“ von Maria Schwamberger-Riemer über dem Hofdurchgang zur Flachgasse | 25        | Identadresse Flachgasse 6 |
| „Sonnenhäuser“ 1751                                    | 1    | Datei hochladen | Flötzersteig 239 Standort            | 1981–1984 | Hedwig Wachberger                                                                            | | 8         | Versuchsprojekt zur Nutzung von Sonnenenergie |
| Liska-Hof 175                                          | 1    | Datei hochladen | Fünkhgasse 2 Standort                | 1931–1932 | Erwin Böck                                                                                   | | 59        | Benannt nach dem Widerstandskämpfer Matthias Liška (1889–1943) Identadresse Marcusgasse 7, Felbigergasse 17 |
| 1026                                                   | 1    | Datei hochladen | Goldschlagstraße 142 Standort        | 1949–1950 | Johann Franz Würzl                                                                           | Sgraffitowandbild „Einzug in das neue Haus“ von Bartholomäus Stefferl | 29        | Identadresse Hickelgasse 2 |
| 1015                                                   | 1    | Datei hochladen | Goldschlagstraße 144-146 Standort    | 1929–1930 | Rudolf Sowa                                                                                  | | 119       | Identadresse Drechslergasse 24-32, Hickelgasse 1-5 |
| 1011                                                   | 1    | Datei hochladen | Goldschlagstraße 148-158 Standort    | 1951–1956 | Hans Wölfl, Franz Zajicek, Rudolf Bazalka, Hans Dedek                                        | Kunststeinrelief „Zwei kämpfende Löwen“ von Paul Peschke an der Hofdurchfahrt zur Missindorfstraße | 255       | Identadresse Märzstraße 141-147, Missindorfstraße 20-22, Amortgasse 21-29 |
| 993 HERIS-ID: 28935 Objekt-ID: 25547                   | 1    | Datei hochladen | Goldschlagstraße 193-195 Standort    | 1925–1926 | Heinrich Vana                                                                                | | 47        | Denkmalschutz |
| 1008 HERIS-ID: 28937 Objekt-ID: 25549                  | 1    | Datei hochladen | Gründorfgasse 1-3 Standort           | 1928–1929 | Viktor Fenzl                                                                                 | | 35        | Denkmalschutz Identadresse Cervantesgasse 20 |
| 1002 HERIS-ID: 28936 Objekt-ID: 25548                  | 1    | Datei hochladen | Gründorfgasse 4 Standort             | 1928      | Heinrich Ried                                                                                | | 13        | Denkmalschutz |
| Franz-Glaserer-Hof 33                                  | 1    | Datei hochladen | Hackinger Straße 30-36 Standort      | 1963–1966 | Leopold Tinhof, Max Bauer, Hans Zahlbruckner, Karl Musel                                     | Steinskulptur „Aufstrebende vegetative Form“ von Helene Hädelmayr, Bronzeplastik „Bockender Esel mit Reiter“ von Elisabeth Turolt, Vogeltränke mit Mosaiken von Luise Wolf | 271       | Benannt nach dem Politiker Franz Glaserer (1904–1983) |
| 1031                                                   | 1    | Datei hochladen | Hadikgasse 268-272 Standort          | 1953–1954 | Karl Zepke, Walter Proché, Egon Karl Fridinger, Karl Hartl, Heinz Surböck                    | Mosaik-Hauszeichen „Obst und Gemüse“: „Marille“, „Apfel“, „Kirschen“ von Fritz Mörl, „Weintrauben“, „Birnen“, „Zwetschgen“ von Richard Ruepp, „Paprika“, „Bohnen“, „Karfiol“ von Georg Samwald, „Kraut“, „Kohl“, „Paradeiser“ von Josef Lacina, „Zitrone“, „Orange“, „Banane“ von Leopold Hohl, „Gurken“, „Kürbis“, „Karotten“ von Josef Schütz | 242       | |
| 1038                                                   | 1 BW | Datei hochladen | Hadikgasse 288-294 Standort          | 1954–1956 | Friedrich Schlossberg                                                                        | Sgraffito-Wandbild „Regulierung der Wien“ von Otto P. Hartmann, Natursteinplastik „Sphinx“ von Hilde Uray | 76        | Identadresse Hackinger Straße 53 |
| 1046                                                   | BW   | Datei hochladen | Hauptstraße 89 Standort              | 1956–1957 |                                                                                              | | 14        | |
| Josef-Rautmann-Hof 178                                 | BW   | Datei hochladen | Hauptstraße 97 Standort              | 1930–1931 | Karl Eder                                                                                    | | 20        | Benannt nach dem Ortsvorsteher von Hadersdorf-Weidlingau Josef Rautmann (1890–1970) |
| 988                                                    | 1    | Datei hochladen | Hauptstraße 105 Standort             | 1968–1969 | Ernst Otto Hoffmann                                                                          | | 13        | |
| Anton-Figl-Hof 179                                     | 1    | Datei hochladen | Hernstorferstraße 22-32 Standort     | 1956–1958 | Fritz Böhm-Raffay, Harald Bauer, Friedrich Lang, Bruno Buzek, Rudolf Pamlitschka, Karl Musel | Vier Mosaikwandfelder jeweils mit dem Titel „Ornament“ von Rudolf Hausner, Paul Meissner, Herbert Pass und Paul Pfeifer | 381       | Benannt nach dem Bezirksvorsteher von Penzing Anton Figl (1895–1963) Identadresse Gusenleithnergasse 27-35, Heinrich-Collin-Straße 17-25, Hütteldorfer Straße 170, Hütteldorfer Straße 174-176 |
| 1036                                                   | 1    | Datei hochladen | Hickelgasse 4-6 Standort             | 1954–1956 | Ernst Lederer-Ponzer                                                                         | | 45        | |
| 1025                                                   | 1    | Datei hochladen | Hickelgasse 8 Standort               | 1950–1951 | Herbert Thurner, Friedrich Euler                                                             | Wandmosaik „Tag und Nacht“ von Erich Huber am Gebäudeeck | 35        | Identadresse Märzstraße 129 |
| 1021 HERIS-ID: 28930 Objekt-ID: 25542                  | 1    | Datei hochladen | Hickelgasse 11 Standort              | 1930–1931 | Walter Pind                                                                                  | Figurenfries aus gebranntem Ton über dem Erdgeschoß | 13        | Denkmalschutz |
| 1004                                                   | 1    | Datei hochladen | Hickelgasse 12 Standort              | 1928      | Hans Paar, Adolf Paar                                                                        | | 13        | |
| 1012                                                   | 1    | Datei hochladen | Hickelgasse 16 Standort              | 1929      | Helmut Wagner-Freynsheim                                                                     | | 16        | Identadresse Cervantesgasse 6 |
| 1024                                                   | 1    | Datei hochladen | Hochsatzengasse 6 Standort           | 1949–1950 | Walter Köhler                                                                                | Sgraffitowandbild „Mutter Erde“ von Hermine Aichenegg | 21        | Identadresse Baumgartenstraße 95 |
| 1057                                                   | 1    | Datei hochladen | Huttengasse 2-4 Standort             | 1983–1985 | Bernd Neubauer                                                                               | | 25        | Identadresse Breitenseer Straße 52 |
| 997                                                    | 1    | Datei hochladen | Hüttelbergstraße 7 Standort          | 1927–1928 | Wilhelm Peterle                                                                              | | 21        | |
| Somogyi-Hof 173 HERIS-ID: 28331 Objekt-ID: 24890       | 1    | Datei hochladen | Hütteldorfer Straße 150-158 Standort | 1927–1929 | Heinrich Schmid, Hermann Aichinger                                                           | | 340       | Denkmalschutz Benannt nach dem ungarischen Schriftsteller und Opfer des Faschismus Béla Somogyi (1868–1920) Identadresse Heinrich-Collin-Straße 13-15, Mitisgasse 29, Moßbachergasse 22-24 |
| 1034                                                   | 1    | Datei hochladen | Hütteldorfer Straße 252 Standort     | 1969–1971 | Stefan Karabiberoff                                                                          | Carrara-Marmorskulptur „Sonne“ von Fritz Pilz, Kunststein-Spielplastik „Lustiger Baum“ von Ilse Pompe-Niederführ | 56        | Identadresse Ernst-Bergmann-Gasse 2 |
| 991 HERIS-ID: 28408 Objekt-ID: 24989                   | 1    | Datei hochladen | Hütteldorfer Straße 265-267 Standort | 1924–1925 | Josef Beer                                                                                   | Plastik „Mutter mit Kind“ an der Mittelachse der Fassade | 53        | Denkmalschutz |
| 1048                                                   | 1    | Datei hochladen | Hütteldorfer Straße 268-276 Standort | 1957–1959 | Raoul Lavaulx, Roland Starzen                                                                | Bronzeplastik „Vier Kinder mit Tier“ von Eduard Robitschko | 124       | Identadresse Ernst-Bergmann-Gasse 31-33, Müller-Guttenbrunn-Straße 22-24, Müller-Guttenbrunn-Straße 23-29 |
| Johanna-Dohnal-Hof 1013                                | 1    | Datei hochladen | Jenullgasse 18-26 Standort           | 1931–1932 | Wilhelm Paul Wohlmeyer, Hans Kukula, Friedrich Pindt                                         | | 93        | Benannt nach Johanna Dohnal |
| 1027 HERIS-ID: 28924 Objekt-ID: 25536                  | 1    | Datei hochladen | Lenneisgasse 4-8 Standort            | 1952–1953 | Walter Muchar, Wilfried Poszpisily, Norbert Laad, Walter Schreier                            | Sgraffitowandbild „Bauarbeiter“ von Hermine Aichenegg | 252       | Denkmalschutz Identadresse Goldschlagstraße 151 |
| 994 HERIS-ID: 28921 Objekt-ID: 25532                   | 1    | Datei hochladen | Lenneisgasse 11-13 Standort          | 1925–1926 | Konstantin Peller                                                                            | Bleiglasfenster mit Stadtwappen im Hofdurchgang | 134       | Denkmalschutz Identadresse Fenzlgasse 74, Goldschlagstraße 153 |
| 1055                                                   | 1    | Datei hochladen | Linzer Straße 20-26 Standort         | 1979–1983 | Friedrich Fischer II.                                                                        | | 48        | Identadresse Nobilegasse 1 |
| 1023                                                   | 1    | Datei hochladen | Linzer Straße 60-62 Standort         | 1966–1967 | Alois Plessinger                                                                             | | 52        | |
| Blathof 171 HERIS-ID: 28919 Objekt-ID: 25530           | 1 BW | Datei hochladen | Linzer Straße 128 Standort           | 1924–1925 | Clemens Holzmeister                                                                          | Männliche Figuren an den Stiegenhauseingängen, eine weibliche Figur am Kindergarten sowie zwei Brunnen mit Masken als Wasserspeier, alle von Wilhelm Frass | 306       | Denkmalschutz Benannt nach dem im Bürgerkrieg gefallenen Schützbündler Ferdinand Blat (1888–1934) Identadresse Marcusgasse 2, Rottstraße 1, Felbigergasse 13-15 |
| Lützow-Hof 177                                         | 1    | Datei hochladen | Linzer Straße 154-158 Standort       | 1938–1939 | Konstantin Peller                                                                            | | 174       | Benannt nach Ludwig Adolf Wilhelm von Lützow Identadresse Fünkhgasse 15, Mitisgasse 2, Lützowgasse 1-3 |
| 1752                                                   | 1    | Datei hochladen | Linzer Straße 174-180 Standort       | 1982–1985 | Erich Stiasny, Helmut Puschner, Walter Vasa                                                  | Messingplastik „Lichtstrahlen“ von Hannes Turba | 233       | Identadresse Felbigergasse 43-45, Gusenleithnergasse 2-4, Moßbachergasse 1, Moßbachergasse 3, Moßbachergasse 5 |
| Gustav-Klimt-Hof 1030                                  | 1    | Datei hochladen | Linzer Straße 243-251 Standort       | 1967–1968 | Alfred Viktor Pal, Günter Zeman                                                              | | 118       | Benannt nach Gustav Klimt Identadresse Baumgartenstraße 20 |
| 1041                                                   | 1    | Datei hochladen | Linzer Straße 253-255 Standort       | 1972–1973 | Rudolf Dinner                                                                                | | 24        | |
| 996                                                    | 1    | Datei hochladen | Linzer Straße 254 Standort           | 1925–1926 | Michael Rosenauer                                                                            | | 100       | Identadresse Waidhausenstraße 2-6, Felbigergasse 109 |
| Hugo-Breitner-Hof 174 HERIS-ID: 29209 Objekt-ID: 25842 | 1    | Datei hochladen | Linzer Straße 299-325 Standort       | 1949–1956 | Erwin Fabrici, Georg Lippert, Fritz Purr, Paul Widmann                                       | Natursteinrelief „Hausbau“ von Erwin Hauer, Denkmal für Hugo Breitner und die Plastik „Mutter mit Kind“ von Siegfried Charoux, „Sternguckerinnen“ von Hilde Uray | 1278      | Denkmalschutz Benannt nach Hugo Breitner Identadresse Lautensackgasse 22-34, Pierrongasse 16-20, Pierrongasse 21, Pierrongasse 27-39, Sauergasse 2-14, Schönbergplatz 1-10, Nikischgasse 1-7, Molischgasse 2-4, Lautensackgasse 39-45, Hanakgasse 2-12, Hanakgasse 1A, Hanakgasse 1-17, Deutschordenstraße 14-40, Cossmanngasse 2-32, Nikischgasse 2-8, Molischgasse 1-35 |
| 1016                                                   | 1    | Datei hochladen | Linzer Straße 374 Standort           | 1958–1959 | Rudolf Dinner                                                                                | Wandmosaik „Abstraktes Ornament“ von Joana Steinlechner-Bichler | 21        | |
| 1703                                                   | 1    | Datei hochladen | Linzer Straße 386-390 Standort       | 1995–1996 | Michael A. Hein                                                                              | Wandbild „Badeenten“ von Sebastian Weissenbacher an der Seitenwand des öffentlichen Durchganges | 25        | |
| 1056                                                   | 1    | Datei hochladen | Linzer Straße 397-399 Standort       | 1979–1983 | Rudolf Lamprecht                                                                             | | 24        | |
| 1053                                                   | 1 BW | Datei hochladen | Linzer Straße 474-478 Standort       | 1974–1975 | Georg Russwurm                                                                               | Vier Bronzereliefs von Eduard Robitschko an der Hauswand | 46        | Identadresse Samptwandnergasse 2-4 |
| 1039                                                   | 1    | Datei hochladen | Marcusgasse 4-12 Standort            | 1961–1963 | Anton Josef Osika, Joachim Peters, Karl Kaill                                                | | 128       | Identadresse Felbigergasse 18, Prochstraße 25 |
| Josef-Matejcek-Hof 21                                  | 1    | Datei hochladen | Mauerbachstraße 38 Standort          | 1966–1968 | Alfred Kratochwil                                                                            | Steinzeugplastik „Knabengruppe“ von Alfred Hofmann | 95        | Benannt nach dem Gewerkschafter Josef Matejcek (1904–1965) |
| 995 HERIS-ID: 28917 Objekt-ID: 25528                   | 1    | Datei hochladen | Meiselstraße 67-69 Standort          | 1925–1926 | Eugen Rudolf Heger, Anton Drexler, Rudolf Sowa                                               | | 263       | Denkmalschutz Identadresse Hickelgasse 15-17, Sebastian-Kelch-Gasse 10-12, Cervantesgasse 8-14 |
| 1001 HERIS-ID: 28915 Objekt-ID: 25526                  | 1    | Datei hochladen | Meiselstraße 73 Standort             | 1928      | Theodor Schöll                                                                               | | 13        | Denkmalschutz |
| 998 HERIS-ID: 28916 Objekt-ID: 25527                   | 1    | Datei hochladen | Meiselstraße 76 Standort             | 1928      | Josef Beer                                                                                   | | 14        | Denkmalschutz |
| 1005                                                   | 1    | Datei hochladen | Mitisgasse 36-38 Standort            | 1960–1961 | Karl Hartl                                                                                   | Mosaikbild „Zwei Pferde“ von Heribert Potuznik, Mosaike an den Hauseingängen | 42        | |
| Dr.-Josef-Bayer-Hof 176                                | 1    | Datei hochladen | Märzstraße 115-123 Standort          | 1933–1934 | Konstantin Peller                                                                            | | 139       | Benannt nach Josef Bayer Identadresse Beckmanngasse 41-47 |
| 1047                                                   | 1    | Datei hochladen | Mühlbergstraße 4-6 Standort          | 1957–1958 | Konstantin Peller                                                                            | Mosaikwandbild „Die Geschichte der Wiener Feuerwehr von der Gotik bis heute“ von Karl Hauk | 18        | |
| 1000                                                   | 1    | Datei hochladen | Neubeckgasse 4 Standort              | 1928–1929 | Alfred Adler                                                                                 | | 15        | |
| 1028                                                   | 1    | Datei hochladen | Niederpointenstraße 7 Standort       | 1967–1969 | Albrecht Hrzan, Friedrich Fuchs                                                              | Pyramidenförmige Betonstele mit Mosaik „Abstrakte Komposition“ von Hermann Kosel | 167       | Identadresse Flötzersteig 222, Niederpointenstraße 7 |
| 1014                                                   | 1    | Datei hochladen | Onno-Klopp-Gasse 12-16 Standort      | 1929–1956 | Karl Badstieber, Walther Raschka                                                             | Kunststeinrelief „Rinder“ von Gabriele Waldert aus dem Jahr 1959 | 143       | Spätere Zubauten aus dem Jahr 1956 von Walther Raschka in den Gemeindebau integriert Identadresse Cumberlandstraße 83, Rupertgasse 5-7 |
| 1020 HERIS-ID: 32260 Objekt-ID: 29334                  | 1    | Datei hochladen | Penzinger Straße 138-140 Standort    | 1930–1931 | Alexander Popp                                                                               | Bronzeplastik „Knieende Frau“ von Ferdinand Opitz auf einem Gesims zur Weinzierlgasse hin | 124       | Denkmalschutz Identadresse Weinzierlgasse 1-7, Onno-Klopp-Gasse 13 |
| Schimon-Hof 172 HERIS-ID: 28894 Objekt-ID: 25502       | 1    | Datei hochladen | Penzinger Straße 150-166 Standort    | 1927–1929 | Michael Rosenauer                                                                            | | 368       | Denkmalschutz Benannt nach dem Bezirksvorsteher von Hietzing Franz Schimon (1863–1929) Identadresse Weinzierlgasse 2-10, Astgasse 6-8, Cumberlandstraße 85-93, Leegasse 11 |
| 992 HERIS-ID: 28903 Objekt-ID: 25512                   | 1    | Datei hochladen | Phillipsgasse 8 Standort             | 1924–1925 | Siegfried Theiss, Hans Jaksch                                                                | Steinfigur „Schmid“ von Oskar Thiede über der Hofeinfahrt, drei Plastiken von Anton Endstorfer und Ferdinand Opitz an der Fassade. Drei Büsten am Eckvorbau | 165       | Denkmalschutz Identadresse Penzinger Straße 33-37 |
| 1035                                                   | 1    | Datei hochladen | Prochstraße 21-23 Standort           | 1973–1976 | Ernst Berg, Viktor Adler                                                                     | Vogeltränke aus Kunststein von Luise Wolf | 163       | Identadresse Rottstraße 3-7, Felbigergasse 16 |
| 1051                                                   | 1    | Datei hochladen | Rosentalgasse 15 Standort            | 1964–1966 | Hans Steineder                                                                               | Fassadenbild „Sonnenuhr“ aus Keramikplatten von Ernst Schrom | 103       | Identadresse Wahlberggasse 1-9, Steinböckengasse 8-10 |
| 1019                                                   | 1    | Datei hochladen | Rupertgasse 6-16 Standort            | 1930–1931 | Engelbert Mang, Franz Wiesmann                                                               | Bronzeplastik „Knabe mit Schwan“ von Josef Heu | 124       | Identadresse Jenullgasse 9-15 |
| 1054                                                   | 1    | Datei hochladen | Salisstraße 5-15 Standort            | 1974–1976 | Fritz Grünberger, Kurt Neugebauer                                                            | Steinskulptur „Expandierend“ von Herbert Wasenegger | 112       | Identadresse Pachmanngasse 30 |
| 1045                                                   | 1    | Datei hochladen | Sanatoriumstraße 19-25 Standort      | 1955–1957 | Josef Promintzer, Josef Horacek                                                              | Mosaikwandbild „Frauenberufe“ von Hans Robert Pippal | 147       | Identadresse Flötzersteig 238, Flötzersteig 238a, Griesingergasse 19-25, Griesingergasse 28-34, Niederpointenstraße 1-3, Niederpointenstraße 2-4, Pausingergasse 1-3, Pausingergasse 2a |
| 1010 HERIS-ID: 28825 Objekt-ID: 25430                  | 1    | Datei hochladen | Sebastian-Kelch-Gasse 1-3 Standort   | 1928–1929 | Josef Frank                                                                                  | | 50        | Denkmalschutz Identadresse Drechslergasse 36, Cervantesgasse 15 |
| 1006 HERIS-ID: 28827 Objekt-ID: 25432                  | 1    | Datei hochladen | Sebastian-Kelch-Gasse 4-6 Standort   | 1928–1929 | Heinrich Vana                                                                                | | 24        | Denkmalschutz |
| 1007 HERIS-ID: 28830 Objekt-ID: 25435                  | 1    | Datei hochladen | Sebastian-Kelch-Gasse 5-7 Standort   | 1928–1929 | Karl Holey                                                                                   | | 36        | Denkmalschutz Identadresse Cervantesgasse 16 |
| Franz-Kurz-Hof 170 HERIS-ID: 28148 Objekt-ID: 24702    | 1    | Datei hochladen | Spallartgasse 26-28 Standort         | 1923–1924 | Erich Leischner                                                                              | | 80        | Denkmalschutz Benannt nach dem Gewerkschafter und Politiker Franz Kurz (1873–1945) Identadresse Zennerstraße 22-24 |
| Käthe-Jonas-Hof 1050                                   | 1    | Datei hochladen | Waidhausenstraße 28 Standort         | 1962–1964 | Josef Krawina, Walter Köhler                                                                 | Natursteinplastik „Schreitender Mann“ (oder „Figur“) von Josef Pillhofer | 104       | Benannt nach der Politikerin Käthe Jonas (1904–1999) Identadresse Pachmanngasse 25 |
| 1037                                                   | 1    | Datei hochladen | Wolfersberggasse 13-17 Standort      | 1954–1955 | Alois Plessinger                                                                             | Wandmosaik „Sinnbildliche Darstellung des Wolfes“ von Isolde Jurina | 82        | Identadresse Uranusweg 2-6, Anzbachgasse 2b, Anzbachgasse 2a |